# 論持久戰

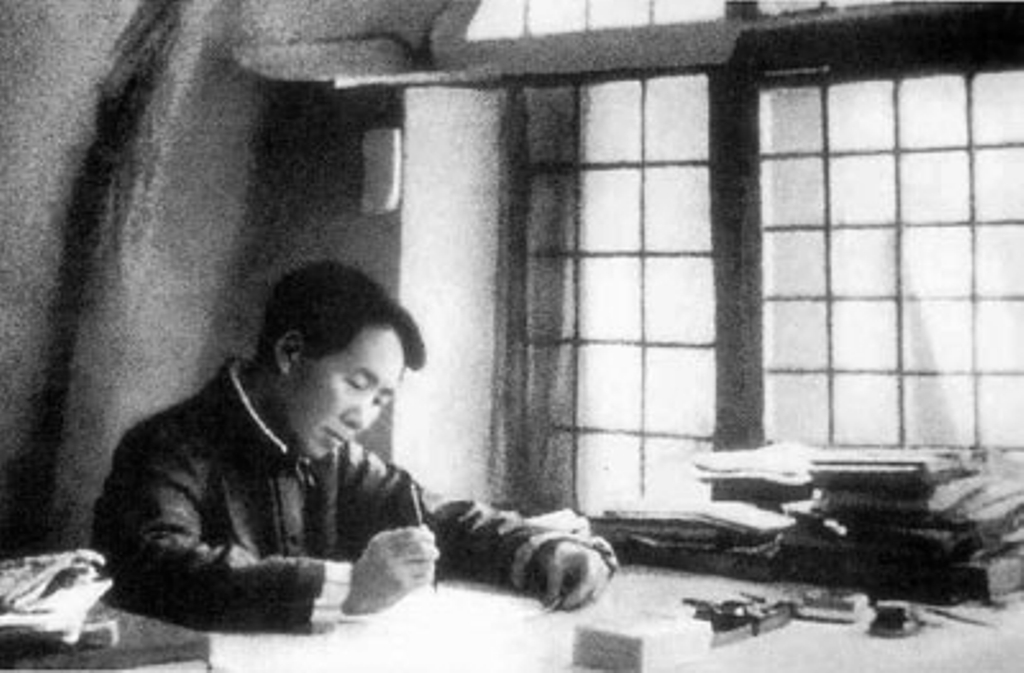
1938年，毛泽东在延安写作《论持久战》

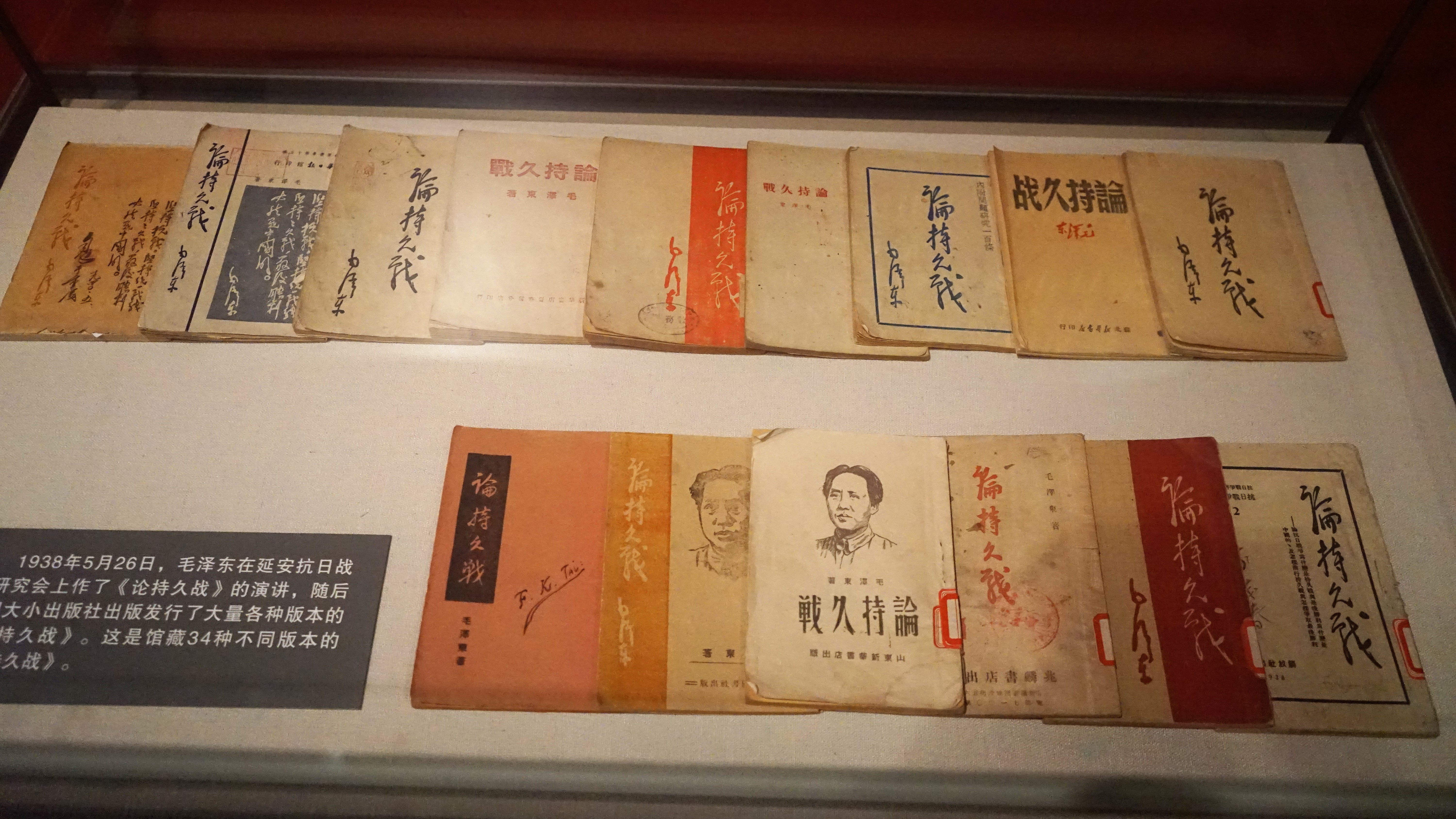
抗战时期出版的《论持久战》版本

《论持久战》是毛泽东于1938年5月26日至6月3日，在延安抗日战争研究会上的演讲稿，是关于中国抗日战争方针的军事政治著作。毛泽东在总结抗日战争初期经验的基础上，针对中国国民党内部分人的“中国必亡论”和“中国速胜论”，以及中国共产党内部分人轻视游击战的倾向，系统地阐述了中国实行持久战以获得对日胜利的战略。
《论持久战》最初于1938年7月1日出版的《解放》杂志第四十三、四期合刊上公开发表。随即上海租界孤岛以及国统区大量转发。1938年8月23日《论持久战》在上海《每日译报》和《导报》公开发表，9月又以“译报丛书”的名义出了单行本。日本国内最早刊载《论持久战》日文版的是日本最大的综合杂志《改造》杂志于9月初发行的1938年10月号上全文登出，译者增田涉，但实际上并没有完全准确的对《论持久战》进行翻译，对于毛泽东采用辩证法、矛盾论等哲学思想分析战争规律的内容，论述中国的正义性，批判日本侵略性，分析日本不利因素和战况，论述战争和政治的关系、战争动员以及战争形式的精华部分内容，一律没有翻译。
1938年中国女记者杨刚有将《论持久战》翻成英文。《译丛周报》（The Translation）第四十一期特大号于1938年10月就将《论持久战》译为英文（How China Can Win）。《论持久战》英文版1939年2月由上海英文报《公正评论》发表。

## 影响
吴玉章在回忆录里说：“《论持久战》的发表，使毛泽东赢得了全党同志发自内心的、五体投地的赞许、佩服甚至崇拜，从而最终确立了在党内无可替代的领袖地位和崇高威望。”这种认同与拥戴，“与一般的组织安排不可同日而语。”
陈云1941年10月8日在中央书记处会议上说：“过去我认为毛泽东在军事上很行”“毛泽东写出《论持久战》后，我了解到毛泽东在政治上也是很行的。”
任弼时1943年11月4日写的整风笔记也讲，他过去只觉得毛泽东“有独特见解、有才干”“读了《论持久战》《新民主主义论》和《中国革命战争的战略问题》，认识到毛泽东的一贯正确是由于坚定的立场和正确的思想方法”。
林默涵回忆在《解放》周刊读到《论持久战》的情景时说：“我看到的时间也就是1938年7、8月的样子……毛泽东的《论持久战》分析了日本，分析了中国，分析了中国的历史和现状，分析了中日战争的性质、世界各国的动态，回答了为什么不会亡国、又不能速胜的一系列问题，提出中国的抗日战争分三个阶段，战略防御阶段、相持阶段、反攻阶段，在这三个阶段各应采取的办法等等，毛泽东都作了非常详尽的论述。我过去怎么也想不清的问题，现在觉得一下了解清楚了，心里有底了。”林默涵1938年秋去了延安。他回忆说：“毛泽东的《论持久战》是那一年发表的，它在最关键的时刻发挥了最关键的作用，指出了抗战的前途和国家的命运，也使我的思想产生了一次最大的变化。我就是因为看了《论持久战》，才萌发了去延安的愿望。”